# Greenwood (Carolina del Sud)
Greenwood és una població dels Estats Units a l'estat de Carolina del Sud. Segons el cens del 2000 tenia 22.071 habitants.

## Demografia
Segons el cens del 2000, Greenwood tenia 22.071 habitants, 8.496 habitatges i 5.174 famílies. La densitat de població era de 622,5 habitants/km².
Dels 8.496 habitatges en un 28,6% hi vivien nens de menys de 18 anys, en un 34,5% hi vivien parelles casades, en un 21% dones solteres, i en un 39,1% no eren unitats familiars. En el 32,4% dels habitatges hi vivien persones soles el 12,9% de les quals corresponia a persones de 65 anys o més que vivien soles. El nombre mitjà de persones vivint en cada habitatge era de 2,41 i el nombre mitjà de persones que vivien en cada família era de 3,05.
Per edats la població es repartia de la següent manera: un 24,7% tenia menys de 18 anys, un 15,2% entre 18 i 24, un 27,3% entre 25 i 44, un 17,6% de 45 a 60 i un 15,2% 65 anys o més.
L'edat mediana era de 32 anys. Per cada 100 dones de 18 o més anys hi havia 82,5 homes.
La renda mediana per habitatge era de 26.284 $ i la renda mediana per família de 32.573 $. Els homes tenien una renda mediana de 26.477 $ mentre que les dones 21.476 $. La renda per capita de la població era de 14.347 $. Entorn del 18,1% de les famílies i el 25% de la població estaven per davall del llindar de pobresa.

## Poblacions més properes
El següent diagrama mostra les poblacions més properes.